# Abbas Attar
Abbas Attar (Khash, Irán; 1944-París, Francia, 25 de abril de 2018) más conocido por su nombre monónimo Abbas, fue un fotógrafo iraní, conocido por su fotoperiodismo en Biafra, Vietnam y Sudáfrica en la década de 1970, y por sus extensos ensayos sobre las religiones en los años posteriores. Él era un miembro de Sipa Press de 1971 a 1973, miembro de Gamma de 1974 a 1980, y se unió a Magnum Photos en 1981.

## Biografía
Su reputación viene sobre todo por sus fotografías de la Revolución iraní entre 1970 y 1980. También destacan sus fotografías sobre religiones: el islam, el cristianismo y religiones animistas.
Vivía y trabajaba entre París y Teherán. Formó parte de la agencia Magnum.

## Carrera
Attar, un iraní que se trasladó a París, dedicado a su trabajo fotográfico para la política social y la cobertura del desarrollo de las naciones del sur. Desde 1970, sus principales obras se han publicado en el mundo de las revistas e incluyen las guerras y revoluciones en Biafra, Bangladés, Úlster, Vietnam, Oriente Medio, Chile, Cuba y Sudáfrica, con un ensayo sobre el apartheid.
De 1978 a 1980, fotografió la revolución en Irán, y regresó en 1997, después de 17 años de exilio voluntario. Su libro iranDiary 1971-2002 (2002) es una interpretación crítica de su historia, fotografiado y escrito como un diario personal.
De 1983 a 1986, viajó a través de México, fotografiando el país como si estuviera escribiendo una novela. Una exposición y un libro, Regreso a México, los viajes más allá de la máscara (1992), que incluye sus diarios de viaje, le ayudó a definir su estética en la fotografía.
De 1987 a 1994, fotografió el resurgimiento del Islam desde Xinjiang a Marruecos. Su libro y exposición Allah O Akbar, un viaje a través del Islam militante (1994), expone las tensiones internas dentro de las sociedades musulmanas, desgarradas entre un pasado mítico y un deseo por la modernización y la democracia. El libro llamó atención adicional después de los ataques del 11 de septiembre de 2001.

## Obras
- Iran, la révolution confisquée, Clétrat, París 1980
- Retornos a Oapan, FCE Rio de Luz, México 1986
- Return to Mexico, W.W.Norton, Nueva York 1992
- Allah O Akbar: A Journey Through Militant Islam, Phaidon, Londres, 1994
- Allah o Akbar, Voyages dans l'islam militant, Phaidon, París, 1994
- Allah O Akbar - Viaggio negli islam del mondo, Contrasto, Italia, 1994
- Voyage en Chrétientés, De la Martiniere, París 2000
- Iran Diary 1971-2002, Autrement, París 2002
- Abbas, I grandi Fotografi di Magnum, Hachette, Milán 2005
- Sur la route des esprits, Delpire, París 2005
- IranDiaro: 1971-2005, Saggiatore, Italia, 2005
- The Children of Abraham, (catalogue), Intervalles, París 2006
- Au Nom de Qui ? Le Monde musulman après le 11-Septembre, Éditions du Pacifique, París 2009
- "Ali, le Combat" Editions Sonatines, París 2011
- "Les Enfants du lotus, voyage chez les bouddhistes", De la Martinière, París 2011

## Exposiciones
- 1972: Ganvie Personas, Falomo, Nigeria
- 1977: Retrospectiva, Galerie Litografía, Teherán; Ce jour là, Galerie FNAC, París
- 1977: Le reportaje d agence, Rencontres de la Photographie, Arlés, Francia
- 1980: Irán, la revolución, Teherán Museo de Arte Contemporáneo; Darvazeh Ghar mezquita de Teherán; Fundaçao Cultural, de Río de Janeiro
- 1982: Ciudadano del Tercer Mundo, La photographer's Gallery, de Londres; los Ojos Abiertos, Galería, Liverpool, G. B.
- 1983: Retrospectiva, Consejo de Fotogragia, México; Galerie ARPA, Burdeos, Francia, 1983; Imagina, Almería, España, 1991
- 1986: Votez pour Moi, Magnum Galería, París
- 1992: Regreso a México, México, Centro Cultural, de París; Maison pour Tous, Calais; Centro Nacional de la Fotografía, México, 1994
- 1999: Islamies,La Place Royale, Bruselas; Islamies, Instituto Del Mundo ÁrabeDe París, 1999
- 1999: los Cristianos, Moscú, Casa de la Fotografíade Moscú; Eberhardskirche, Stuttgart, 1999; Centro cultural francés, Seúl, Corea, 1999
- 2002: Irán, la revolución, El Gris Gallery, Nueva York
- 2002: Viaggio negli Islam del mondo, el Palazzo Vecchio, Florencia, Italia
- 2002: Visiones de l'Islam, La Caixa, Tarragona, Madrid, Málaga, Orense, España
- 2002: IranDiary, Visa pour l'Image, Perpiñán, Francia
- 2003: Visiones de l'Islam, La Caixa, Girona, Granada, Pamplona y Palma de Mallorca, España
- 2004: Irán, Haus der Kulturen der Welt, Berlín
- 2004: el Resurgimiento de los Shias, Visa pour l'Image, Perpiñán, Francia
- 2004: Ya Saddam, Noorderlicht, Leeuwarden, Hollande
- 2004: Islams, Naciones Unidas, Nueva York
- 2005: Sur la Route des Esprit, La Chambre Claire, París
- 2006: Los Hijos de Abraham, Centro Nobel de la Paz, en Oslo
- 2006: Islams y Chiítas, Vicino/Lontano, Udine, Italia
- 2007: Los Hijos de Abraham, Groningen y Ámsterdam, Holanda; el Institut Français de Fès, Marruecos, 2008
- 2008: Jardin Botanique, Bruselas, Bélgica
- 2009: En Nombre De Quién?, Magnum Galería, París
- 2009: Visa pour l'Image, Perpiñán, Francia
- 2009: Gallerie Polka, París
- 2011: Abbas, De 45 Años,en la Fotografía, Museo Nacional de Singapur
- 2014: las Caras de la Cristiandad, el Festival de Fotografía, Guernsey